# Munic HB
Manyang Darboe (Sabadell, Cataluña; 30 de diciembre de 2002), conocido artísticamente como Munic HB, es un cantautor español. Su música abarca géneros como el trap experimental, afrobeat, hip hop, dembow y downtempo. Ha sido mencionado por el Ayuntamiento de Barcelona y el Centro de Cultura Contemporánea de Barcelona (CCCB) como una de las voces emergentes de la música urbana en España.
Munic HB debutó con el lanzamiento de su primer sencillo, «Coco», aunque fue «Pico y pala» el tema que lo llevó a la viralización en redes sociales y plataformas de streaming, acumulando más de 40 millones de reproducciones. En julio de 2022 publicó su primer EP, 6Pack, y en mayo de 2023 lanzó su álbum debut, Chakra, en el que fusiona ritmos tradicionales y contemporáneos.
En 2022, TikTok lo reconoció con el premio de «artista revelación», y en 2023, fue incluido en la lista «Predicciones Shazam 2023» de Apple Music. En 2025, amplió su proyección internacional al colaborar con el cantante argentino Milo J en el tema «No no», incluido en 166 (deluxe) retirada. Ese mismo año, lanzó su segundo álbum de estudio, de nombre Transition, el cual dispone de 14 canciones y una colaboración con el artista emergente Ramma.

## Biografía
Manyang Darboe nació en Sabadell el 30 de diciembre de 2002. Es hijo de inmigrantes con raíces gambianas y a la etnia mandinka. Desde temprana edad asistió, junto a sus dos hermanos mayores Fatou e Ismael, a la entidad Ludo Margarida Bedós, parte de la red CaixaProinfancia, un programa social de la Fundación "la Caixa", donde participó en actividades extraescolares y recibió apoyo educativo.
Mostró interés por la música desde joven, influenciado por su hermano y por un taller de rap organizado en la Ludo Margarida Bedós. A los 14 años comenzó a escribir canciones como una forma de expresión personal y catarsis. Su estilo musical, basado en el trap y fusionado con géneros como el rap, hip hop y dubstep, se convirtió en su principal medio artístico.
Bajo el respaldo del grupo Hustle Boys, ha grabado y lanzado varias canciones en las que aborda experiencias personales y vivencias cotidianas. Además, ha colaborado como voluntario en la misma entidad donde recibió apoyo en su infancia, brindando asistencia a niños y jóvenes en situaciones similares.
Su nombre artístico, Munic HB, proviene de la adaptación de su nombre debido a su pronunciación frecuente errónea, mientras que las siglas «HB» hacen referencia a su grupo, en alusión a las influencias y entorno que impulsaron su carrera.

## Discografía

### Álbumes de estudio
- Chakra (2023)
- Transition (2025)

### Extended plays
- 6Pack (2022)